# José Giral
José Giral Pereira (Santiago di Cuba, 22 ottobre 1879 – Città del Messico, 23 dicembre 1962) è stato un politico e chimico spagnolo.
È stato varie volte ministro nel periodo della Seconda Repubblica Spagnola e presidente del governo repubblicano in esilio dal 1945 al 1947.

## Biografia
Una volta conclusi gli studi di chimica e di farmacia a Madrid, ottenne nel 1905 la cattedra di chimica organica presso l'Università di Salamanca. Di ideologia repubblicana, fu incarcerato nel 1917 per aver preso parte allo sciopero generale di quell'anno, e venne poi nuovamente imprigionato durante la dittatura di Primo de Rivera (1923-1930) e durante il governo di Berenguer (1930).

### Carriera politica
Insieme a Manuel Azaña fu il fondatore di Azione Repubblicana e membro di Sinistra Repubblicana, nata dalla fusione di Azione Repubblicana, del Partito Repubblicano Radicale Socialista e dell'Organizzazione Repubblicana Galiziana Autonoma. Venne eletto deputato per la provincia di Cáceres a seguito delle elezioni generali del giugno 1931 e di quelle del febbraio 1936.
Dopo la proclamazione della Seconda Repubblica Spagnola (14 aprile 1931) fu nominato rettore dell'Università Complutense di Madrid e consigliere di stato. Occupò il ministero della Marina dal 1931 al 1933.
Dopo la vittoria del Fronte Popolare nel 1936, fu incaricato dal presidente Azaña di presiedere il governo, dopo il tentativo fallito di Diego Martínez Barrio di formare un governo di conciliazione che frenasse la sollevazione militare del 17 luglio 1936. Iniziata la guerra civile, fu sostenitore della consegna delle armi alle organizzazioni operaie e della dissoluzione dell'esercito, tuttavia andò perdendo autorità man mano che il conflitto si allargava e si radicalizzava.
Il suo governo durò dal 19 luglio 1936 al 4 settembre dello stesso anno, quando con la caduta di Talavera de la Reina e con Madrid alla portata delle truppe precedentemente stanziate nel Rif e guidate da Francisco Franco, fu obbligato a cedere il potere a Francisco Largo Caballero. Fu comunque ministro senza portafoglio nei due governi di Largo Caballero e ministro degli esteri in quello di Juan Negrín (1937-1938).
Massone, fu membro del Grande Oriente Spagnolo.

### Epurazione professionale
La sua epurazione come cattedratico da parte del franchismo, senza che egli avesse alcuna possibilità di difesa, avvenne a seguito di un ordine ministeriale del 1939 che coinvolse anche altri cattedratici:
(Ministero de la Educación Nacional, Orden del 3 de febrero de 1939)

### Esilio
Emigrato inizialmente in Francia, si trasferì poi in Messico, dove occupò dal 1945 al 1947 la presidenza del "governo della Repubblica in esilio" nello stesso periodo in cui insegnava nella facoltà di Chimica dell'Università nazionale autonoma del Messico, nella capitale messicana. Proseguì con professionalità l'attività accademica dall'arrivo in Messico sino alla sua morte, lì avvenuta nel 1962.